# Colonia Morelos, Hueytamalco
Colonia Morelos är en ort i Mexiko.   Den ligger i kommunen Hueytamalco och delstaten Puebla, i den sydöstra delen av landet, 200 km öster om huvudstaden Mexico City. Colonia Morelos ligger 908 meter över havet och antalet invånare är 209.
Terrängen runt Colonia Morelos är bergig. Runt Colonia Morelos är det ganska tätbefolkat, med 160 invånare per kvadratkilometer. Närmaste större samhälle är Teziutlan, 15,7 km sydväst om Colonia Morelos. I omgivningarna runt Colonia Morelos växer i huvudsak städsegrön lövskog.